# Corsário (jornal)
Corsário (na primeira fase) ou O Corsário (na segunda), foi um jornal brasileiro fundado em 1880 no Rio de Janeiro por Apulcro de Castro que ao longo dos anos sofreu diversos ataques e empastelamento, culminando com o linchamento de seu editor; na primeira fase trazia por subtítulo "periódico critico, satyrico e chistoso", passando mais tarde a ser "periódico e literário" e na segunda "órgão devotado ao povo e seus interesses", além de lema como "Dizer a verdade para o bem da sociedade". Na última fase o subtítulo passou a ser “Órgão de moralização social”.
Foi um dos muitos pequenos jornais (comumente chamados "pasquins") que surgiram no Brasil desde o Primeiro Reinado, caracterizados por poucas páginas e curta duração; Corsário foi, no dizer de Nelson Werneck Sodré, um "repositório de escândalos", atacando em suas páginas desde os prostíbulos até a família real.

## Contexto
Vivia então o Brasil uma época de total liberdade de imprensa, para a qual contribuíra especialmente o próprio Imperador, D. Pedro II; isto permitiu o surgimento de uma segunda "leva" de pasquins, que prosperaram, sem encontrar obstáculos quanto ao seu conteúdo, o que provocou reações contrárias na defesa de limites ao que se era impresso.
Muitos jornais, então, adotaram a figura do "homem de palha", que servia como "testa-de-ferro", cujo nome era exibido no lugar dos verdadeiros autores das ofensas publicadas. O episódio do Corsário foi um divisor de águas, fazendo com que vários setores defendessem a censura prévia dos jornais, a fim de coibir os abusos então verificados.
Exercia o governo o gabinete liberal de Lafayette Rodrigues Pereira que, com este episódio e mais tarde a demissão do ministro da Guerra, Antônio Joaquim Rodrigues Júnior e outras questões, sofreu uma conturbada oposição por parte de conservadores e dissidentes liberais.

## Histórico

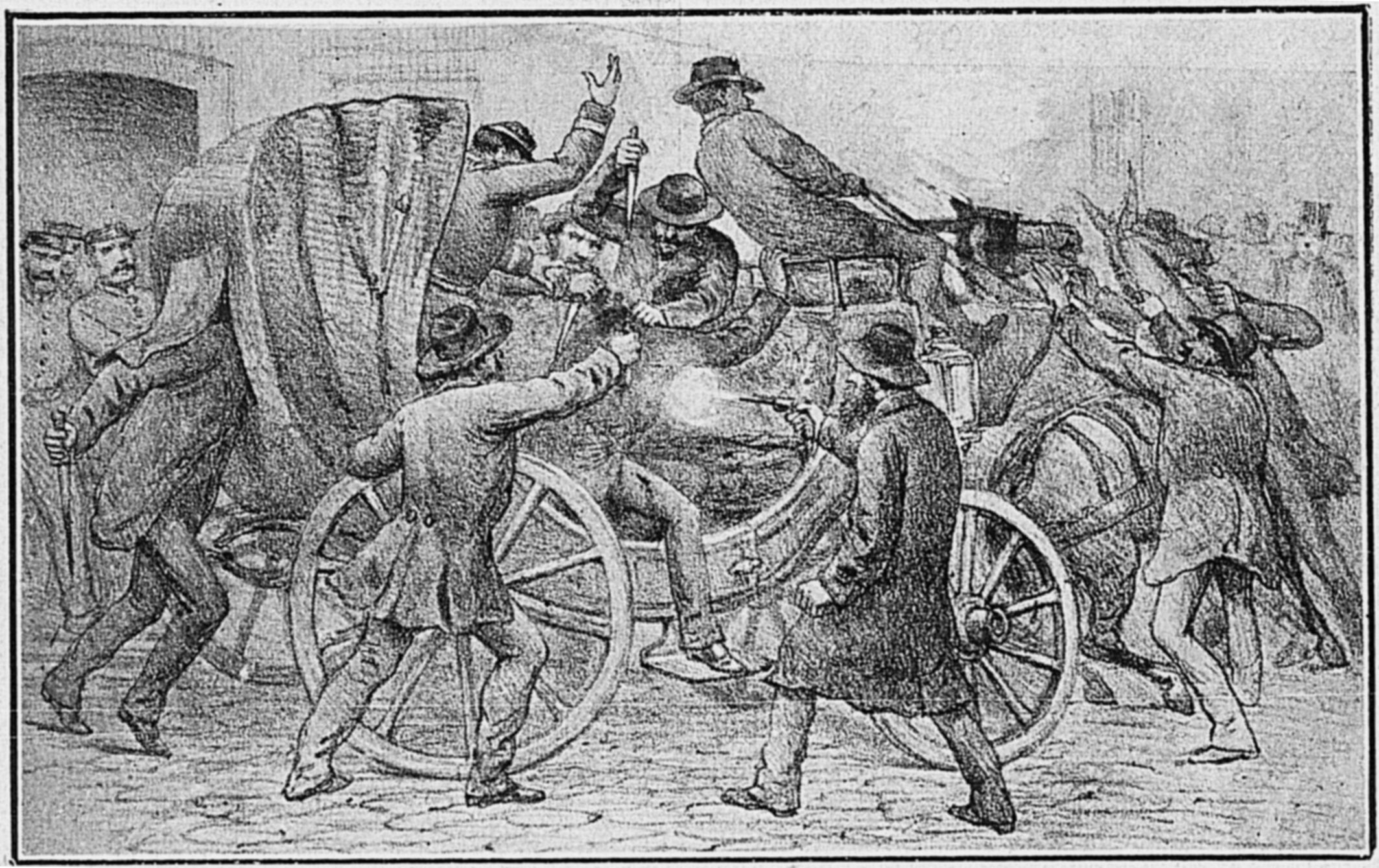
Ilustração reproduzindo o linchamento de Apulcro de Castro, editor do "Corsário".

Hermeto Lima fez, em 1924, um breve histórico do jornal que, segundo ele, "era, sob todos os títulos, um jornal abominável mas todo o mundo o comprava para ver-lhe as chagas do corpo"; e que sua linguagem ferina atacava a vida particular sem poupar a ninguém, observando que a polícia não dispunha de meios para execer sobre ele alguma censura. Aventa Daniele Cabral, da Biblioteca Nacional, que talvez por conta dessa linha editorial mordaz somente a 10 de janeiro o nome de seu proprietário e editor, Apulco de Castro, tenha aparecido publicado a primeira vez.
Assim, já em 17 de janeiro de 1881, policiais e populares atacaram os meninos que vendiam o periódico pelas ruas e, tomando-lhes os jornais, rasgaram-nos todos; isto fez com que a redação aumentasse os ataques de forma que, no dia 27, um delegado com os seus subordinados invadiu a redação do jornal, situada à rua São José, 52, e ameaçou seus redatores.
Continuando o Corsário a publicar suas críticas, em 20 de outubro de 1881 Trigo Loureiro, chefe de polícia, ordenou que o jornal fosse empastelado, assumindo pessoalmente a responsabilidade pelo seu ato; no dia 13 de dezembro o próprio governo agiu, enviando ao exílio os redatores Júlio Vasconcelos e Manuel Teodorico Pimentel.
Ainda assim os redatores remanescentes continuam seu trabalho que tanto incomodava as autoridades e a 20 de janeiro as autoridades policiais intimam-lhes os redatores a moderarem a linguagem, sob pena de mais deportações em oito dias; no dia 14 de março deste ano um dos redatores foi espancado na rua.
O clima de ameaças chega ao seu clímax no mês de outubro de 1883, após a publicação de uma matéria alusiva a um oficial do 1º Regimento de Cavalaria, fazendo com que oficiais do próprio exército passassem a ameaçar seu proprietário, Apulcro de Castro que, a fim de proteger a própria vida, se socorre da própria chefatura de polícia da então capital do país; quando saía dali, sob a guarda do capitão Ávila, ajudante-de-ordem do comandante do exército Visconde da Gávea e que atendera ao apelo do ameaçado ante a ausência do titular, Apulcro foi atacado e linchado por militares (dentre os quais Antônio Moreira César), num crime que chocou a população que nos dias seguintes atacou postos policiais. O fato foi de tal monta que Capistrano de Abreu registra ter sido o primeiro de três momentos que levaram à derrubada da Monarquia pelos militares: "O assassinato de Apulcro de Castro, redator do Corsário, em outubro de 83, às barbas da polícia, por militares que ostentavam esse caráter, deixou claro que a monarquia contava seus dias pela paciência da guarnição"